# Lopidea intermedia
Lopidea intermedia är en insektsart som beskrevs av Knight 1918. Lopidea intermedia ingår i släktet Lopidea och familjen ängsskinnbaggar. Inga underarter finns listade i Catalogue of Life.